# Ellenboro (Virginia Occidental)
Ellenboro es un pueblo ubicado en el condado de Ritchie en el estado estadounidense de Virginia Occidental. En el Censo de 2010 tenía una población de 363 habitantes y una densidad poblacional de 124,47 personas por km².

## Geografía
Ellenboro se encuentra ubicado en las coordenadas 39°16′7″N 81°3′18″O / 39.26861, -81.05500. Según la Oficina del Censo de los Estados Unidos, Ellenboro tiene una superficie total de 2.92 km², de la cual 2.91 km² corresponden a tierra firme y (0.09%) 0 km² es agua.

## Demografía
Según el censo de 2010, había 363 personas residiendo en Ellenboro. La densidad de población era de 124,47 hab./km². De los 363 habitantes, Ellenboro estaba compuesto por el 100% blancos, el 0% eran afroamericanos, el 0% eran amerindios, el 0% eran asiáticos, el 0% eran isleños del Pacífico, el 0% eran de otras razas y el 0% pertenecían a dos o más razas. Del total de la población el 0% eran hispanos o latinos de cualquier raza.